# Église Saint-Marcel de la Maison-Blanche
L’église Saint-Marcel de la Maison-Blanche, dite « chapelle Bréa », est un ancien lieu de culte catholique parisien. Située au no 76 de l'avenue d'Italie (nom donné à la route de Fontainebleau après l'annexion du quartier à Paris), l'église est proche de l'angle de la rue de Tolbiac, voie percée en 1875.

## Histoire

### Quartier
Avant 1860, le quartier de la Maison-Blanche appartenait à la commune de Gentilly. L'église paroissiale Saint-Saturnin étant éloignée, une chapelle est créée au bord de la route de Fontainebleau et érigée en église paroissiale sous le vocable de saint Marcel par Monseigneur Affre en 1847. Le premier curé de cette nouvelle église est Jean-Joseph Christophe.

### Journées de Juin 1848
Pendant les Journées de Juin 1848, le général Bréa est tué par des insurgés dans un corps de garde attenant à l'église. Par la suite, la famille de la victime achète le bâtiment afin de permettre l'agrandissement du lieu de culte, qui sera désormais surnommé « chapelle Bréa » et ainsi doté d'un caractère expiatoire.
Réalisé vers 1861, cet agrandissement donne à l'édifice son aspect final : « La façade se compose d'un mur pignon percé, au rez-de-chaussée, d'une porte ogivale, et au-dessus de deux fenêtres également en ogive. Dans l'axe de la porte s'élève une tour quadrangulaire percée sur chacune de ses faces de deux baies ogivales munies d'abat-son et terminée par une flèche. Aux quatre angles se dressent de petits pyramidions. Intérieurement, l'église ne renferme qu'une seule nef. Elle a été construite en pans de bois et de plâtre et n'offre aucun intérêt architectural ».

### Menace de destruction par la Commune
Le 28 avril 1871, sur proposition de Léo Melliet, la Commune de Paris décrète la démolition de l'« église Bréa », qu'elle considère comme une « insulte permanente aux vaincus de juin » 1848. Cependant, la reprise en main de la capitale par les autorités légales empêche l'exécution de cette décision,.

### Désaffectation et démolition
L'église étant progressivement devenue insuffisante, un nouveau bâtiment est construit sur un autre terrain à partir de 1894 : il s'agit de l'église Sainte-Anne de la Butte-aux-Cailles, ouverte au culte dès 1896.
Dès lors désaffectée, la « chapelle Bréa » est vouée à la destruction. Adjugée en mai 1897, sa démolition est effectuée peu de temps après, en 1901,.